# رشته‌کوه قره‌باغ
رشته‌کوه قره‌باغ (ارمنی: Արցախի լեռնաշղթա؛ آرتساخی لرناشغتا) یک رشته‌کوه در جمهوری آرتساخ است. رشته‌کوه قره‌باغ ۲٬۷۲۴ متر بالاتر از سطح دریا واقع شده‌است. این رشته‌کوه به صورت یک قوس از شمال به جنوب‌شرقی (از رود ترتر تا رود ارس) کشیده شده است. رود هاکاری (شاخه چپ ارس) این رشته‌کوه را از فلات قره‌باغ جدا می‌کند.

## نگارخانه

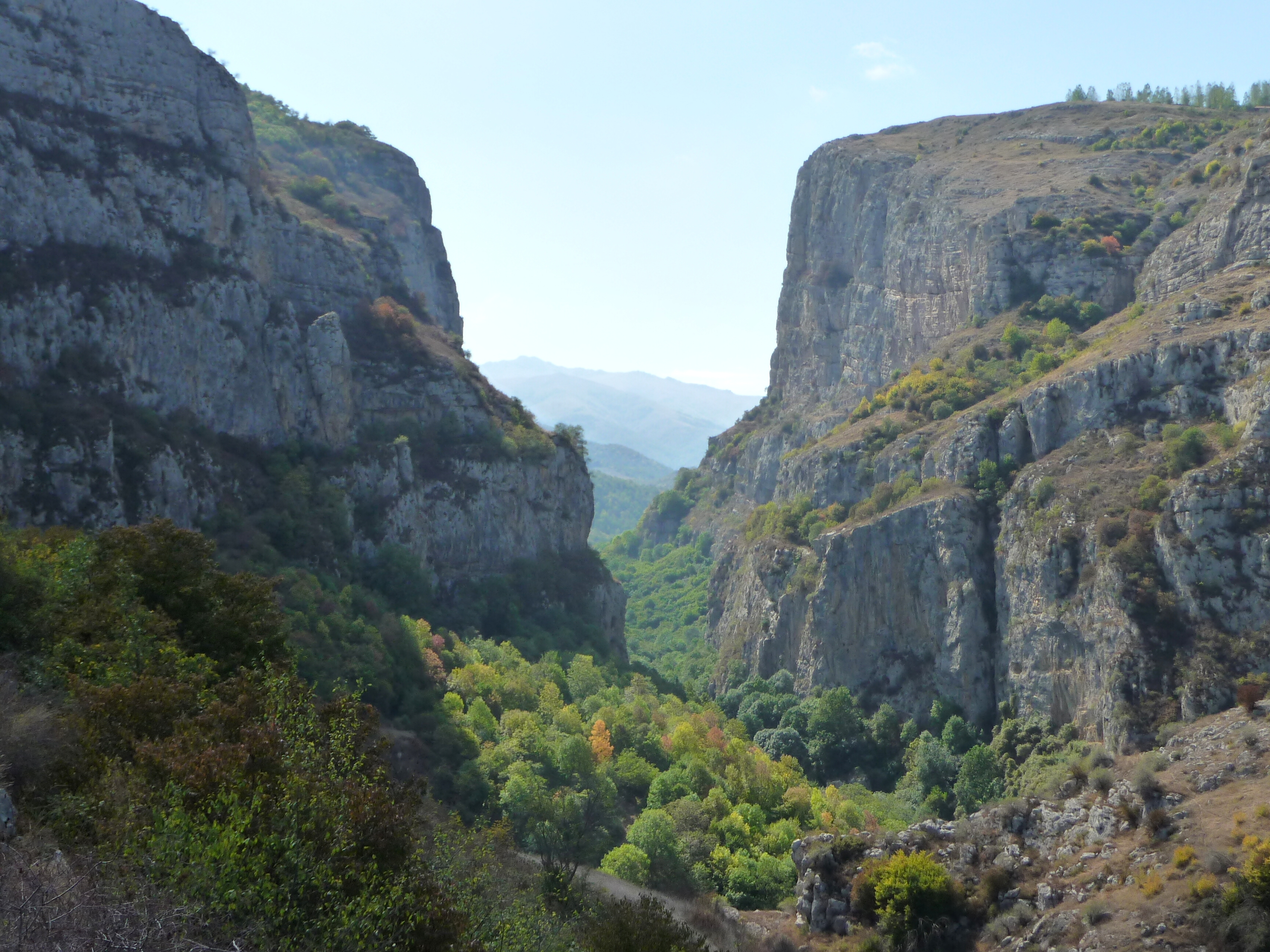
دره‌ای در نزدیکی شوشی
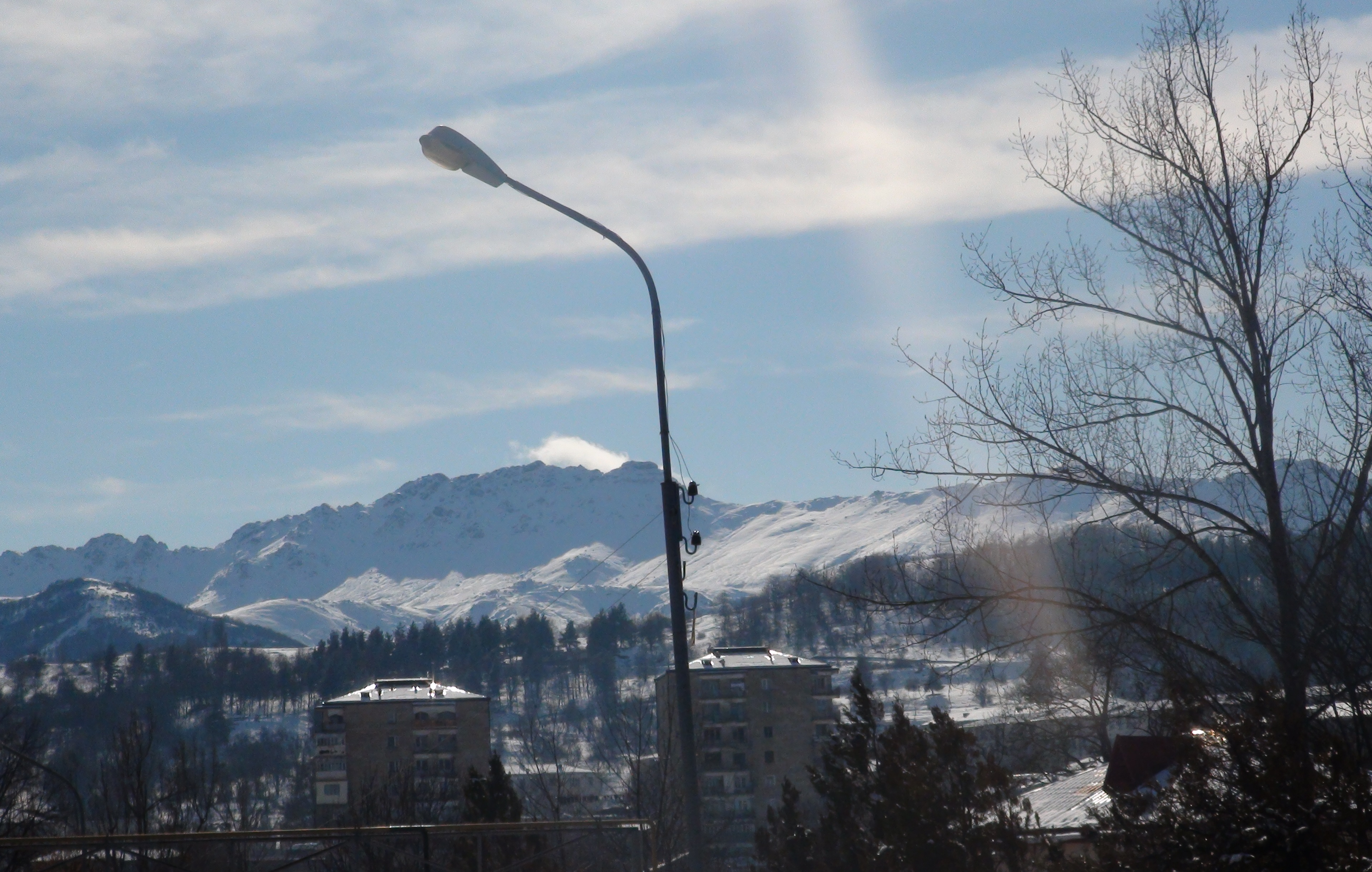
نمایی از کوه کرس آن‌گونه که از شوشی دیده می‌شود.